# 王良佐 (万历进士)
王良佐（？—？），號敬弦，直隶廣平府邯郸县人，民籍，明朝政治人物。

## 生平
萬曆二十二年（1594年）甲午科順天鄉試第八十九名舉人。萬曆二十六年（1598年）中式戊戌科會試第一百三十三名，三甲第一百三十六名進士。吏部观政，本年授汲县知县，降嵐县典史，三十一年升徐沟知县，三十二年补兖州府学教授，三十四年升臨江府推官，三十八年考察，本年补永州府推官，四十年升南京大理寺右评事，四十一年升南京户部主事，四十三年管理淮安鈔关，升员外，升郎中，四十五年京察去職。

## 家族
曾祖王雷。祖父王复初。父王靖荐，庠生。